# Espedito Abrahão & Os Campeiros
Os Campeiros é um grupo de música sul brasileira (regional gaúcha) fundado em 1991 pelo músico, cantor e compositor Espedito Abrahão na cidade de Caxias do Sul-RS.
Ao longo dessa trajetória, Espedito Abrahão & Os Campeiros vêm trilhando uma intensa carreira artística, levando aos palcos da vida a pura energia positiva da música sul brasileira, com o ideal de deixar um legado para as gerações vindouras. Já são nove CDs e um DVD lançados ao longo da carreira, incluindo recentemente uma coletânea.
O grupo hoje é formado por: Espedito Abrahão (voz solo e violão), Espedito Junior (guitarra, violão, voz solo e vocal) e Felipe Braun Moschen "Pescoço" (gaita e vocal), Daniel Marinho (guitarra e voz), Adelar Xavier (baixo e vocal) e Joãozinho Bernardo (bateria).

## Biografia

### Espedito Abrahão
Espedito de Lima Abrahão nasceu num gelado 25/07, na casa de seu tio Il Abrão, na cidade de São Jorge/RS. Filho de Noé Julio Abrahão e Maria Helena de Lima Abrahão, cresceu brincando na pequena propriedade rural de seus pais no interior do Município de Paraí, na localidade do Cafundó. Foi em um cenário de contato intenso com a natureza que passou a infância, auxiliando nas tarefas da casa, estudando e brincando com os amigos, juntamente com a sua irmã, Idite.
Aos 12 anos de idade veio a primeira grande mudança de sua vida. A necessidade de sair de casa para estudar o levou a ir morar na zona urbana da cidade de Paraí, longe de seus pais. No ano seguinte, mudou-se para a cidade de Lagoa Vermelha, na casa de familiares, onde conciliava os estudos com as primeiras atividades laborais. Ao lado dos primos e sob a supervisão da carinhosa tia “Doninha” e do tio “Bibiano”, foi crescendo e aprendendo que a vida do homem de bem é pautada pelo esforço e pela dedicação, muito trabalho e perseverança. Em Lagoa, estudou no colégio Polivalente e trabalhou como cobrador de ônibus na empresa Dalla Libera e como auxiliar na Móveis Rodial.
A cidade de Lagoa Vermelha deixou muitas saudades e uma curiosidade que poucos sabem: aos 14 anos de idade, resolveu pegar carona com um amigo caminhoneiro chamado Névio e foi até a capital gaúcha, Porto Alegre, para fazer um teste nas categorias de base do seu time do coração, o Grêmio. Essa aventura resultou na aprovação do garoto, que demonstrava muita velocidade e faro de gol. Entretanto, ao voltar para a casa de seus pais fazendo o maior estardalhaço, estourando foguetes no meio da noite, não conseguiu convencer o Noé e a Helena de que iria saber se “virar solito” na cidade grande. O resultado disso foi a desistência do sonho de ser jogador de futebol.
Mais tarde, já com 16 anos de idade e a convite do primo João e do amigo Adão Aibel, resolveu ir para Caxias do Sul, ganhar a vida na maior cidade do interior do Estado.
Com 19 anos de idade, Espedito já estava habituado à nova cidade. Entretanto, alguma coisa não se encaixava em seu perfil; precisava de uma grande mudança. Lembrando-se de seu avô materno, João “Fuá”, que era um exímio tocador de instrumentos musicais de corda, decidiu que queria ser músico e tratou de adquirir um violão. A sorte estava de seu lado, pois um colega de trabalho, que tinha comprado o instrumento, não conseguindo aprender a tocá-lo o vendeu.
Para as primeiras lições, atravessava a cidade a pé, com o violão a tiracolo, até a casa do professor, que logo se tornou um grande amigo, Edevaldo Ferreira. A determinação era tanta que em oito meses, demonstrando o seu espírito empreendedor, já estava dando aulas de música e tocando profissionalmente.
Nesse meio tempo veio a conhecer aquela que viria a ser a sua esposa, Susana Maria Abrahão, com a qual namorou durante quatro anos e, desde então, vem construindo a vida lado a lado. O casamento foi em 1989. No ano seguinte nasceu a primeira filha, Franciele, e em 1991 o filho Espedito Junior.
Em 1987, fundou a Academia Musical Toque Fácil em uma sala alugada num prédio da Avenida Sinimbu, a qual formou centenas de músicos da região.
Em 1991, fundou o conjunto musical Os Campeiros, registrando a marca no INPI – Instituto Nacional da Propriedade Industrial sob o nº 816042969.

### Os Campeiros
Entre os anos de 1991 e 1994, despontou dentre os conjuntos de grande sucesso no sul do país, apresentando-se com frequência nos estados do Paraná, Santa Catarina e Rio Grande do Sul.
O primeiro CD, intitulado “Um Toque Campeiro”, foi então lançado pela gravadora ACIT, sendo eleito pela crítica o melhor álbum daquele ano de 1995. Desse trabalho destacaram-se dois grandes sucessos da música gaúcha: “Fim de Semana Tem Rodeio” e “Sentimentos”.
Com o prestígio conquistado, o grupo incrementou sua agenda, passando a realizar apresentações nas maiores cidades da região sul do país.
Sempre primando pela qualidade musical, o grupo, ainda em 1999, passou a compor e preparar um novo álbum, o qual foi concluído e lançado no ano de 2001, com o título “Como é Bom Voltar”.
Esse trabalho consolidou a marca OS CAMPEIROS, reforçando o estilo próprio e característico da música sul brasileira.
Após um longo período de turnês por diversas regiões do sul do país e interior de São Paulo, foi preparado para o ano de 2008 o lançamento do terceiro trabalho, “Pura energia”. O título do CD trouxe em seu sentido aquilo que mais se procura passar ao público: alegria, autenticidade e energia positiva.
Motivo de grande honra e fruto da inspiração divina, quase todas as músicas são compostas pelo próprio grupo, com forte participação do cantor Espedito Abrahão.
Ao longo da carreira, já dividiu o palco com alguns dos mais expressivos nomes da música brasileira, destacando-se Milionário & José Rico, Fala Mansa, Gilberto e Gilmar, Gaúcho da Fronteira e Sérgio Reis.
Um dos momentos de grande glória para o grupo aconteceu em fevereiro de 2010, quando foi convidado pela Prefeitura Municipal de Caxias do Sul para inaugurar a (até então) maior Arena coberta do Brasil, que foi erguida no Parque Nacional da Festa da Uva, tendo o privilégio de, naquela ocasião, ser o primeiro artista a subir no palco montado para o evento.
Seguidamente convidado para participar de programas de rádio, para falar do seu trabalho e da cultura regional, já participou também, por inúmeras vezes, de programas na TV, dentre eles: Galpão Crioulo e Jornal do Almoço da RBS TV, Coisas do Sul do SBT, Galpão Nativo da TVE, Querência do Canal 14, Terra da UCS TV, Cena Aberta da TV Câmara, Bailanta da TV Pampa e Vida no Sul da TV Aparecida (alguns programas podem ser vistos no site youtube.com).
No início do ano de 2009, iniciaram-se os preparativos para um novo trabalho, visando comemorar os 18 anos de história do grupo, contendo 10 grandes sucessos da carreira, os quais foram regravados com “novas roupagens”.
O lançamento ocorreu no segundo semestre de 2010, com destaque para a música “Campeiro de Sangue”, que iniciou o ano de 2011 no TOP 10 das principais rádios do ramo. Este CD teve o patrocínio do Financiarte da Secretaria Municipal da Cultura de Caxias do Sul.
No ano de 2012 foi lançado um novo trabalho, dessa vez de inéditas. O CD “Eterno Campeiro” veio pelo selo da Gravadora Vozes. Gravado, mixado e masterizado na Noise Produtora de Áudio de Farroupilha, é um trabalho que contou com 10 faixas, incluindo a regravação de dois clássicos da música gaúcha: “Pampa na Garupa” e “Balseiros do Rio Uruguai”. Tiveram destaque nesse trabalho as músicas “Eterno Campeiro”, “Gaúcho e Brasileiro” e “Mascate de Campanha”, esta que teve a participação mais do que especial do artista gaúcho Paulinho Mixaria.
Em 2013, mais um CD de inéditas foi lançado. Intitulado “Um Canto Terrunho”, contou com participações especiais de artistas como Gildinho e Vanclei (Os Monarcas), Everson Maré e Cândido Mendes Junior (Os Serranos), dentre outros.
Em 2014 está lançando o seu 1° DVD e CD, intitulado “Música Sul Brasileira Ao Vivo”. Gravado em Caxias do Sul, no UCS Teatro, e em Bento Gonçalves, no galpão do tradicionalista Omair Ribeiro Trindade, conta com as participações especiais de Iedo Silva (ex-integrante do conjunto Os Farrapos) e Valdir Verona (um dos maiores representantes da viola no sul do Brasil).
Ao longo dessa trajetória, Espedito Abrahão & Os Campeiros vêm trilhando uma intensa carreira artística, levando aos palcos da vida a pura energia positiva da música sul brasileira, com o ideal de deixar um legado para as gerações vindouras.
Em 2017, gravam o CD "Rumo do Coração", com destaque para a música título e as músicas "Eu Sou Campeiro" e "Mulher da Internet", música bastante executada nas rádios do sul atualmente.

## Discografia

### CDs
- 1995 - Um Toque Campeiro • Acit
- 2001 - Como é Bom Voltar • Acit
- 2008 - Pura Energia • Vozes
- 2010 - 18 Anos de História • Vozes
- 2012 - Eterno Campeiro • Vozes
- 2013 - Um Canto Terrunho • Vozes
- 2014 - Música Sul Brasileira Ao Vivo • Acit
- 2017 - Rumo do Coração • Acit
- 2023 - Coletânea • Independente
- 2024 - Gaúcho & Brasileiro • Independente

### DVD
- 2014 - Música Sul Brasileira Ao Vivo • Acit